# 北京公交320路

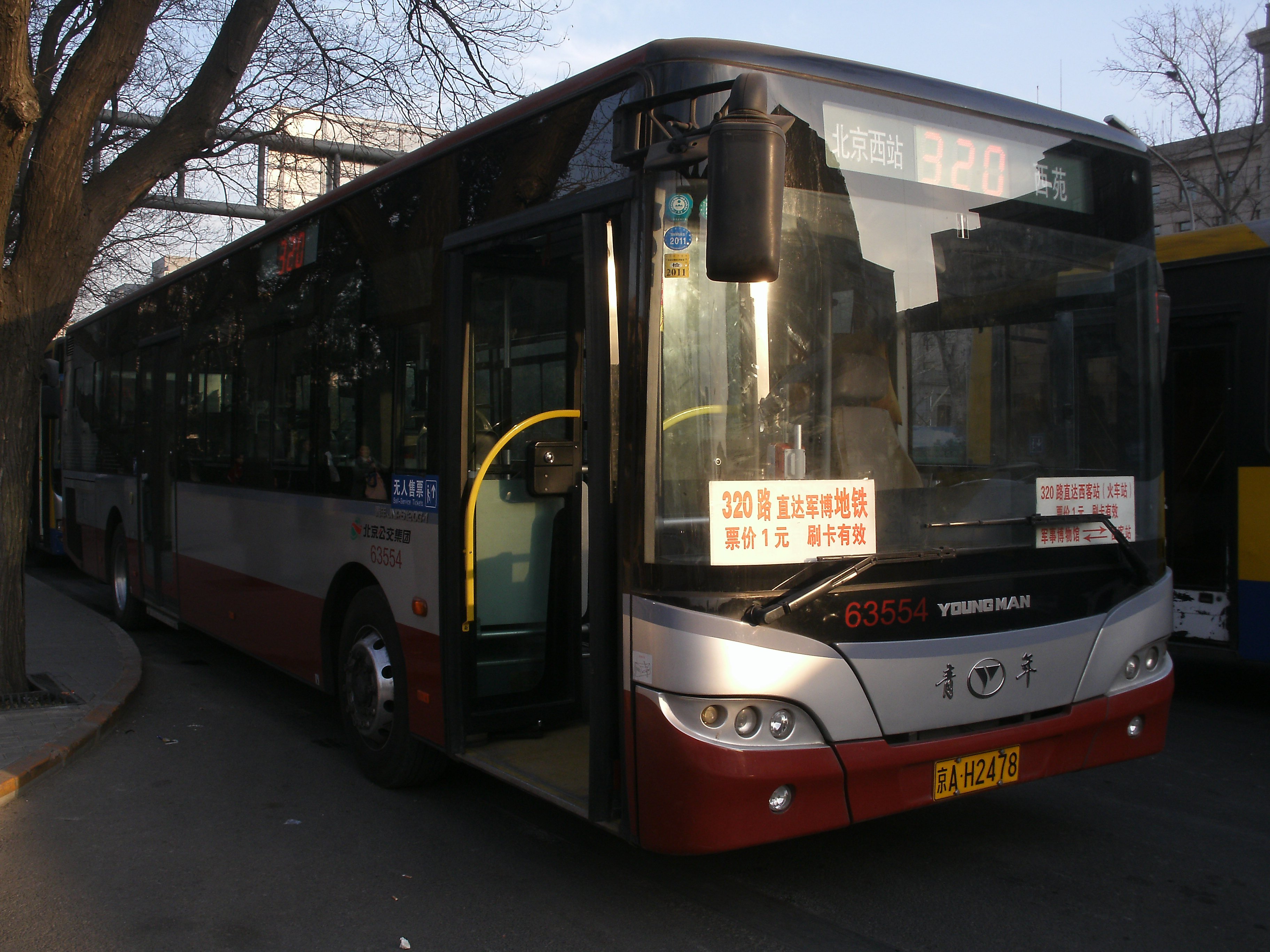
320路区间车（2012年）

北京公交320路是北京公交的一条线路，由北京西站到清河火车站，隶属北京公交集团第四客运分公司。这条线路的前身是老320路，即特18路。这条线路是采纳陈景润在全国人民代表大会六届一次会议上的提案，于1983年9月1日开通的。开通时路线设置为白云路至中关村东。路线途经木樨地、紫竹院、中关村，以方便中关村科学院职工进城办事。
1996年北京西站投入使用前夕，320路南端从白云路调整至北京西站北广场始发。2000年代北端由中关村东调整至西苑，2009年一亩园枢纽（即西苑枢纽站）建成之后终点进入枢纽。
320路有区间车从北京西站到军事博物馆，中途不设站，作为北京西站到地铁1号线军事博物馆站的接驳。同线路区间车还有21路。2014年5月10日，320路改号为特18路。2017年9月15日，北京公交集团线路优化与717路整合，撤销特18路，由新320路（地铁西二旗站-北京西站）代替，此后320路成为贯穿中关村大街，连接北京西站与中关村、大上地地区的骨干线路。
2023年5月10日首班车起，随着清河火车站交通枢纽启用，320路北端改为清河火车站始发终到。